# Leptapoderus friedrichi
Leptapoderus friedrichi is een keversoort uit de familie bladrolkevers (Attelabidae). De wetenschappelijke naam van de soort werd in 1956 gepubliceerd door Eduard Voss.